# Об интеллекте (книга)
«Об интеллекте» (оригинальное название «On Intelligence») — научно-популярная книга Джеффа Хокинса, написанная в 2004 году, в соавторстве с Сандрой Блейксли. В 2007 книга издана на русском.

В ней автор представляет свою теорию строения мозга, основанную на его знаниях в областях нейробиологии, психологии и кибернетики. Он доказывает, что вся «верхняя» работа мозга базируется на системе «память-предсказание» и системе «паттернов», из которых состоит наш мир, показывая это на примерах. В книге он пытается объяснить, почему попытки создания искусственного интеллекта до сих пор не увенчались успехом, считая, что за этим стоит не техническая, а принципиальная проблема. Кроме того книга поднимает некоторые морально-этические проблемы, а также показывает, что мы сами замедляем процесс познания наших мыслительных процессов, ожидая, что за этим стоит «некий волшебный соус».